# Raffaele Cadorna der Ältere

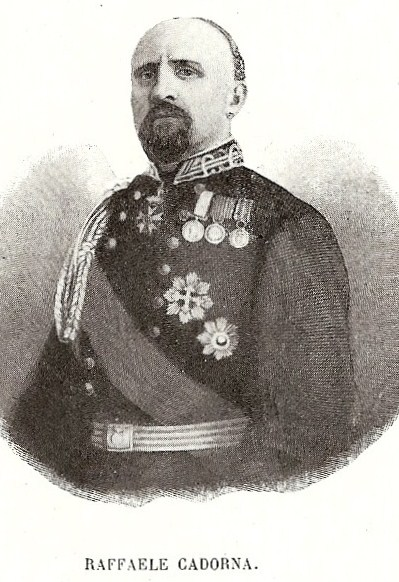
Raffaele Cadorna der Ältere

Raffaele Cadorna Sr. (* 9. Februar 1815 in Mailand; † 6. Februar 1897 in Turin) war ein italienischer General. 
Als Offizier im Heer des Königreichs Sardinien-Piemont nahm er an den italienischen Unabhängigkeitskriegen und 1860 an der Eroberung der zuvor zum Kirchenstaat gehörenden Regionen Umbrien und Marken teil. Ab 1861 war er Generalleutnant im Heer des neugegründeten Königreichs Italien. Cadorna führte die italienischen Truppen bei der Einnahme Roms im September 1870. Er gehörte von 1871 bis zu seinem Tod dem italienischen Senat an und wurde 1875 in den Grafenstand erhoben.

## Leben
Raffaeles Vater Carlo Cadorna war Minister in der piemontesischen Regierung in Turin, wohin er von Mailand mit seiner Familie gezogen war. Raffaele Cadorna besuchte die Turiner Militärakademie und wurde nach Abschluss der Ausbildung 1834 Infanterieoffizier. Er ließ sich dann zum Geniekorps versetzen. In der Zeit des ersten italienischen Unabhängigkeitskriegs 1848/49 hatte er den Rang eines Majors. Nach der Niederlage Sardinien-Piemonts in der Schlacht von Novara im März 1849 schied er vorübergehend aus dem aktiven Dienst aus und wurde er für kurze Zeit Sekretär des Kriegsministers. 
Als Chef des Stabes von Saint-Arnaud nahm Cadorna 1851 an der zweiten französischen Expedition gegen die Kabylen teil und wurde als Ritter der französischen Ehrenlegion ausgezeichnet. Nachdem er wieder in den aktiven Dienst Sardiniens versetzt worden war, nahm er 1855–56 als Kompaniechef am Krimkrieg teil. 
Kurz vor Ausbruch des zweiten italienischen Unabhängigkeitskrieges gegen Österreich wurde er im März 1859 zum Oberstleutnant im Generalstab befördert, vier Monate später zum Oberst und noch im Oktober desselben Jahres ernannte man ihn zum Generalmajor. Er wurde mit der Organisation der militärischen Angelegenheiten in der Toskana betraut, die nach der Niederlage Österreichs unter piemontesischer Kontrolle stand und als Teil der Vereinigten Provinzen von Mittelitalien verwaltet wurde. Nach der Annexion Süditaliens Anfang 1861 wurde Cadorna zum Militärkommandanten von Sizilien ernannt. Im Heer des neugegründeten Königreichs Italien wurde er im März 1861 zum Generalleutnant befördert. 
In den Jahren danach bekämpfte er das so genannte „Brigantenunwesen“ in den Abruzzen und in Molise. Im September 1866 entsandte man ihn nach Palermo, um den dortigen bourbonischen Aufstand zu unterdrücken, 1869 schlug Cadorna einen weiteren Aufstand in den Marken nieder. Im September 1870 befehligte er das IV. Armeekorps und nahm am 16. September 1870 Civitavecchia und nach kurzer Beschießung (Porta Pia-Bresche und anschließender Durchbruch der Bersaglieri) am 20. September auch Rom ein. Am 1. Dezember 1873 übernahm er das Territorialkommando (Korpskommando) von Turin. 1877 schied er aus dem aktiven Dienst aus.
Cadorna gehörte 1849 und 1853–1860 dem Parlament des Königreichs Sardinien-Piemont an. Von 1866 bis 1871 war er Abgeordneter in der Camera dei deputati des Königreichs Italien, wo er den Wahlkreis Pontremoli in der Provinz Massa-Carrara vertrat. Er saß in der Fraktion der „Rechten“ (destra), der Partei der Ministerpräsidenten Bettino Ricasoli und Luigi Federico Menabrea. Im November 1871 ernannte König Viktor Emanuel II. Cadorna auf Lebenszeit in den Senato del Regno. Ende 1875 verlieh ihm der König außerdem den Titel eines Grafen.
Raffaele Cadorna starb am 6. Februar 1897 in Turin.

## Familie
Sein 1850 geborener Sohn Luigi Cadorna wurde 1914 Generalstabschef des italienischen Heeres und blieb im Ersten Weltkrieg bis zur Niederlage Italiens in der Schlacht von Karfreit auf diesem Posten. Der General und Widerstandskämpfer Raffaele Cadorna der Jüngere (1889–1973) war sein Enkel.

## Schriften
- La liberazione di Roma nel 1870. Turin 1889.